# Flavel et Neto
Flavel et Neto (stylisé Flavel & Neto) est un duo musical français, actif entre 2012 et 2015. Durant son existence, il est composé du chanteur franco-brésilien Flavel et du chanteur franco-cap-verdien Neto.

## Histoire
Neto, de son vrai nom Elvis Furtado, est né en 1991. Il compose ses premières chansons à l'âge de 13 ans. Flavel, de son vrai nom Johnny, est né en 1991. Ils sont tous les deux des amis d'enfance.
En 2012, ils rencontrent Akad, du label Five Music, déjà a l'origine du succès du groupe Logobi GT, et des tubes Sucré salé et Elle danse sexy. Il leur compose le morceau Kizomba, puis le tube de l'été 2012 Eu quero tchu, Eu quero tcha, une reprise du duo brésilien João Lucas e Marcelo. Ils sortent ensuite la chanson Pedida Perfeita (Tararatata), tube qui les révèle au grand public. Fin 2013, Flavel et Neto sortent un nouveau titre Vai dançar. En 2014, ils sont dans les 10 premiers du top club français.
En 2015, le groupe n'est plus en activité, et Flavel Romero tente une carrière en solo.

## Discographie

### Singles
| Année | Single                                                               | Meilleure position | Meilleure position | Album       |
| Année | Single                                                               | FR ,               | BEL (Wal)          | Album       |
| ----- | -------------------------------------------------------------------- | ------------------ | ------------------ | ----------- |
| 2012  | Eu Quero Tchu, Eu Quero Tcha                                         | 55                 | -                  | So um tempo |
| 2013  | Pedida perfeita (Tararatata), (Flavel et Neto featuring Anna Torres) | 18                 |                    | So um tempo |
| 2013  | Tchu Tcha Tcha (version française)                                   | 32                 | -                  | So um tempo |
| 2014  | Vai dançar (Flavel et Neto feat. Speed)                              | 192                | -                  |             |
| 2014  | Bam Bam Bam (titre inédit)                                           | -                  | -                  |             |